# Andrei Yarygin (cầu thủ bóng đá, sinh 1997)
Andrei Viktorovich Yarygin (tiếng Nga: Андрей Викторович Ярыгин; sinh ngày 4 tháng 4 năm 1997) là một cầu thủ bóng đá người Nga thi đấu cho SFC CRFSO Smolensk.

## Sự nghiệp câu lạc bộ
Anh có màn ra mắt tại Giải bóng đá chuyên nghiệp quốc gia Nga cho SFC CRFSO Smolensk vào ngày 2 tháng 4 năm 2018 trong trận đấu với FC Tekstilshchik Ivanovo.